# Плесо

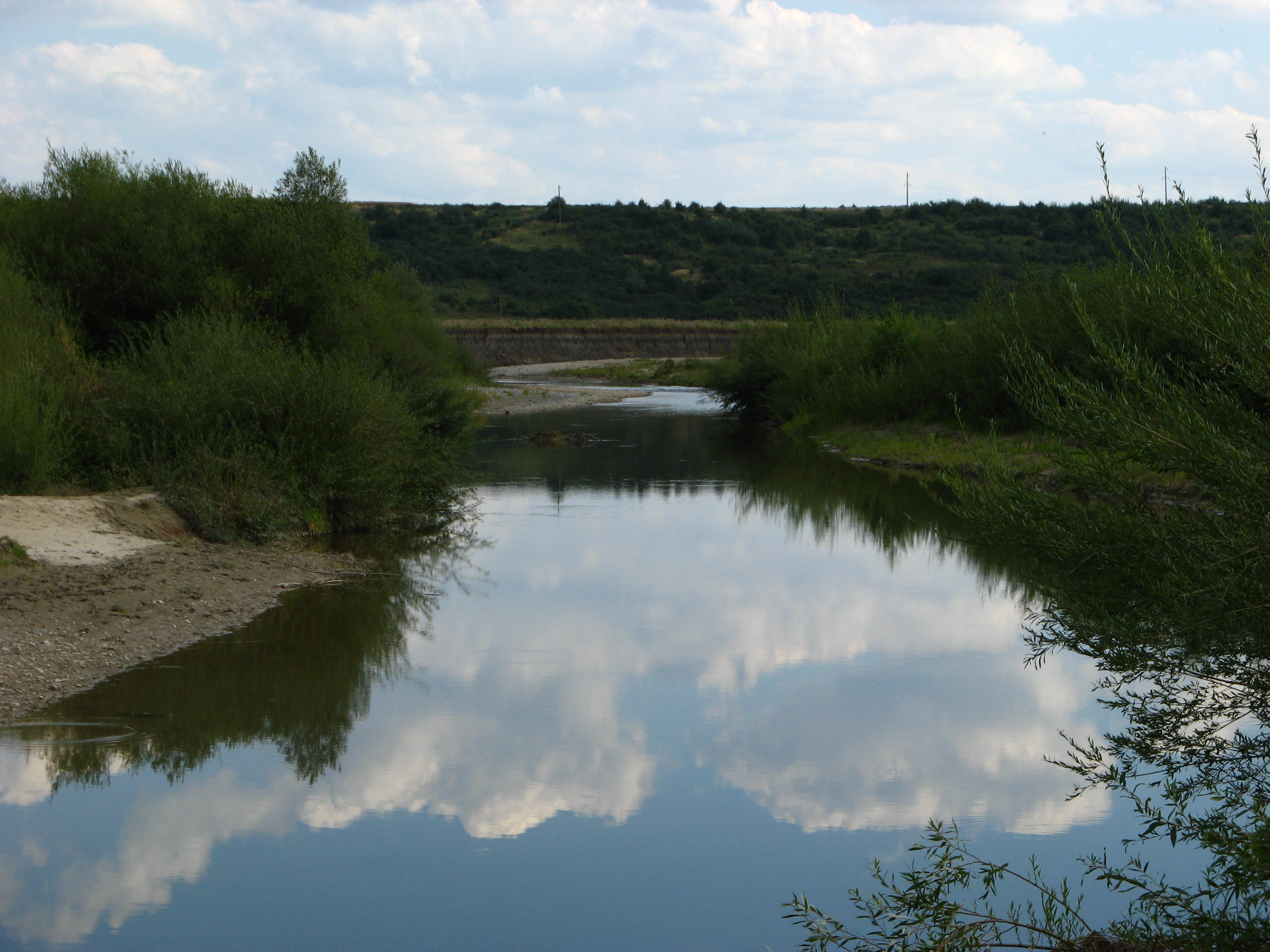
Плесо на річці Вігор

Пле́со — відносно широка та відносно глибока ділянка русла рівнинної річки зі спокійною течією між двома перекатами, закрутами, вільна від заростей чиста водна гладінь.
Глибокі пле́са — місця на річці, де зимує риба.
Слово плесо не має загальноприйнятої етимології. М. Фасмер реконструював прасл. *pleso, утворене спрощенням приголосних з ранішого *pletso, і пов'язаного з *plesna («стопа, підошва, слід»). Г. Шустер-Шевц припускав походження від пра-і.є. *plek̑-, пов'язаного з дієсловом *pel- («текти», «лити», «наповнювати»). Менш переконливі пов'язання з дієсловом плескати, з рос. полоса («смуга»), з грец. παλός («глина», «мул», «болото»), лат. pullus («темно-сірий, темний») або лит. pélké («болото, драгва»). Деякі дослідники розглядають термін як похідний з доіндоєвропейського субстрату.